# Jack Fischer

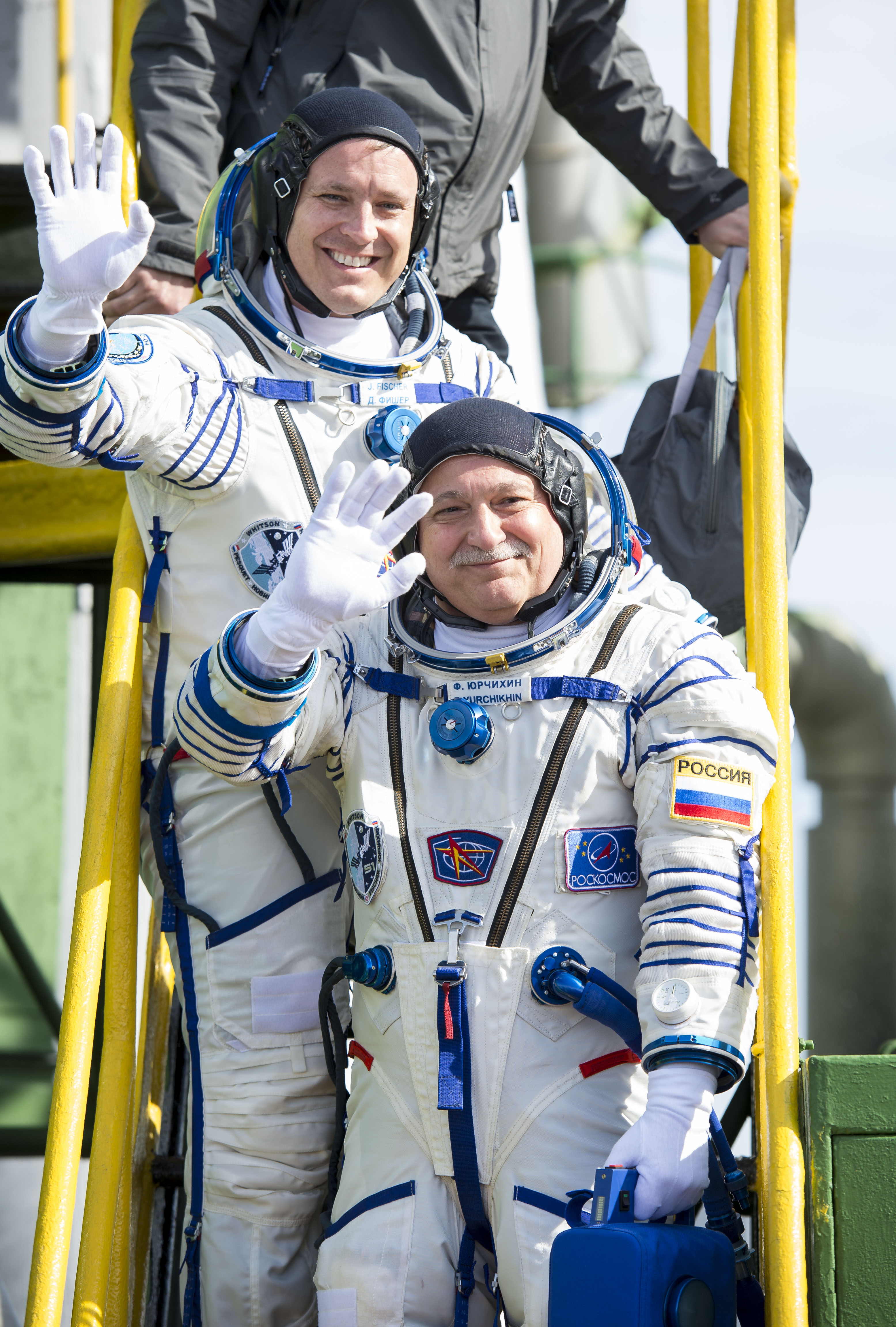
Fischer und Jurtschichin beim Einstieg in Sojus MS-04

Jack David „2fish“ Fischer (* 23. Januar 1974 in Louisville, Colorado) ist ein ehemaliger US-amerikanischer Astronaut. Er arbeitete von April bis September 2017 als Bordingenieur der ISS-Expeditionen 51 und 52 auf der Internationalen Raumstation ISS.

## Ausbildung
Fischer wurde 1974 in Louisville, Colorado geboren. 1992 schloss er die Centaurus High School in Lafayette, Colorado ab und wechselte anschließend an die United States Air Force Academy, wo er 1996 seinen Bachelor in Luft- und Raumfahrttechnik absolvierte. Zwei Jahre später machte Fischer seinen Master am Massachusetts Institute of Technology.
Fischer erreichte in der U.S. Air Force den Rang eines Colonels. Nach dem 11. September 2001 absolvierte er zwei Kampfeinsätze in Asien und war außerdem Teil zweier Operationen in Afghanistan und dem Irak. Im Jahr 2004 schloss er die U.S. Air Force Test Pilot School ab.
2006 kehrte er kurzzeitig in seine Tätigkeit als Testpilot zurück. Auf der Edwards Air Force Base testete er die damals neu eingeführte F-22 Raptor. 2008 wurde er als Stratege für das Verteidigungsministerium in Washington, D.C. ausgewählt. Bis zu seiner Auswahl als Astronaut arbeitete er in verschiedenen Tätigkeiten im Pentagon. In seiner Zeit bei der Air Force kam Colonel Fischer auf über 3000 Flugstunden in mehr als 45 verschiedenen Flugzeugtypen. 

## Astronautentätigkeit
Fischer wurde am 29. Juni 2009 in die 20. NASA-Astronautengruppe gewählt. Die Grundausbildung schloss er im Juni 2011 ab. Bis zu seiner Nominierung für einen Langzeitaufenthalt an Bord der internationalen Raumstation ISS arbeitete er unter anderem als Capsule Communicator (CAPCOM) Sojus, in der Organisation und Operation der ISS sowie im Bereich für zukünftige Forschungen im Weltraum bei der NASA.
Seine erste Mission erhielt er ursprünglich als Bordingenieur für die Expeditionen 52/53. Im Sommer 2016 passte die NASA ihren Missionsplan jedoch an, weswegen Fischer neu für die Mission 51/52 vorgesehen war. 
Am 20. April 2017 startete Fischer vom Weltraumbahnhof Baikonur zu seiner ersten Mission. Als Bordingenieur des Raumschiffes Sojus MS-04 flog er zusammen mit Fjodor Jurtschichin zur ISS. Die Kapsel dockte rund sechs Stunden nach dem Start an die ISS an. Damit waren Jurtschichin und Fischer die erste Mission, welche an Bord einer Sojus-MS-Raumkapsel in nur sechs Stunden anstatt der bisher üblichen zwei Tage zur Raumstation gelangten. Fischer arbeitete an Bord der Station als Bordingenieur der ISS-Expeditionen 51 und 52. Die Rückkehr erfolgte am 3. September 2017.
Fischer verließ die NASA am 31. Mai 2018 und ging zum Air Force Space Command der US-Luftwaffe.

## Privates
Fischer ist verheiratet und hat zwei Töchter. Er lebt mit seiner Familie in Houston, Texas. Er gilt als großer Anhänger der Denver Broncos und wurde unter anderem im Jahr 2016 ausgewählt, den Verein beim Saisonfinale zu repräsentieren.